# Vreemdelingenbeleid
Vreemdelingenbeleid is de benaming die in België en Nederland gebruikt wordt voor het regeringsbeleid dat gevoerd wordt bij het omgaan met de instroom van vreemdelingen in het eigen land. Niet iedere vreemdeling (over het algemeen afkomstig van buiten West-Europa) mag in deze landen komen wonen, en iedere aanvraag wordt getoetst. In Nederland gebeurt dit door de Immigratie- en Naturalisatiedienst (IND).
Het vreemdelingenbeleid in Nederland is gebaseerd op de volgende vier verdragen en wetten:
- het Vluchtelingenverdrag van Genève, ofwel het Verdrag betreffende de Status van Vluchtelingen uit 1951 en het aanvullend Protocol van New York uit 1967
- het Europees Verdrag tot Bescherming van de Rechten van de Mens
- de Vreemdelingenwet 2000
- de Algemene wet bestuursrecht.